# Wurkun (peuple)
Les Wurkun (ou Wurkum) sont une population – ou un ensemble de populations – d'Afrique de l'Ouest vivant au nord du Nigeria, à la limite de la haute et de la moyenne vallée de la Bénoué. Comme les Bikwin, ils occupent l'extrémité occidentale des monts Muri. Leur statuaire colonnaire a été décrite, mais les populations elles-mêmes sont peu documentées.

## Langue
Leur langue est le wurkun.

## Culture

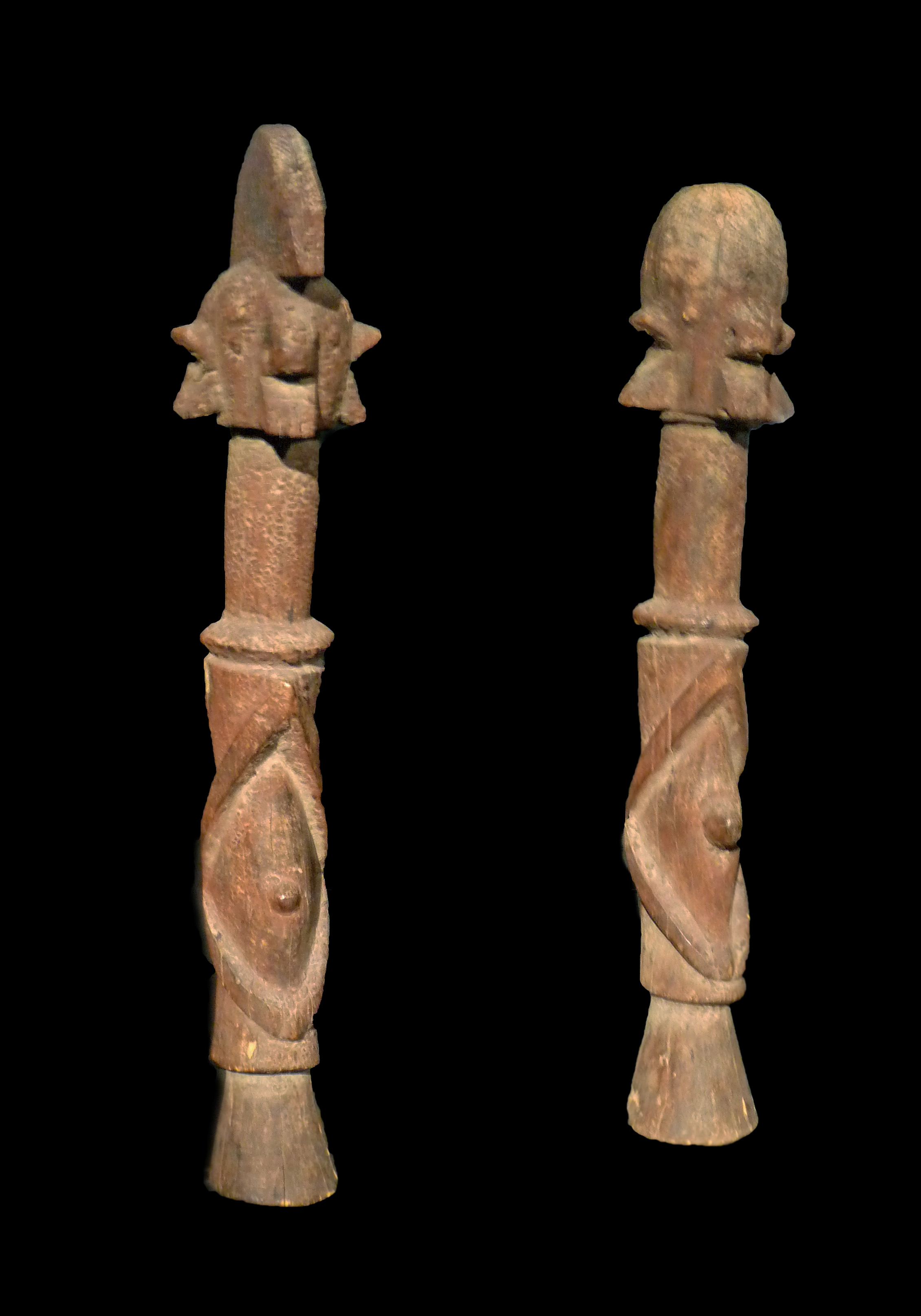
Paire de statuettes kundul masculine et féminine.

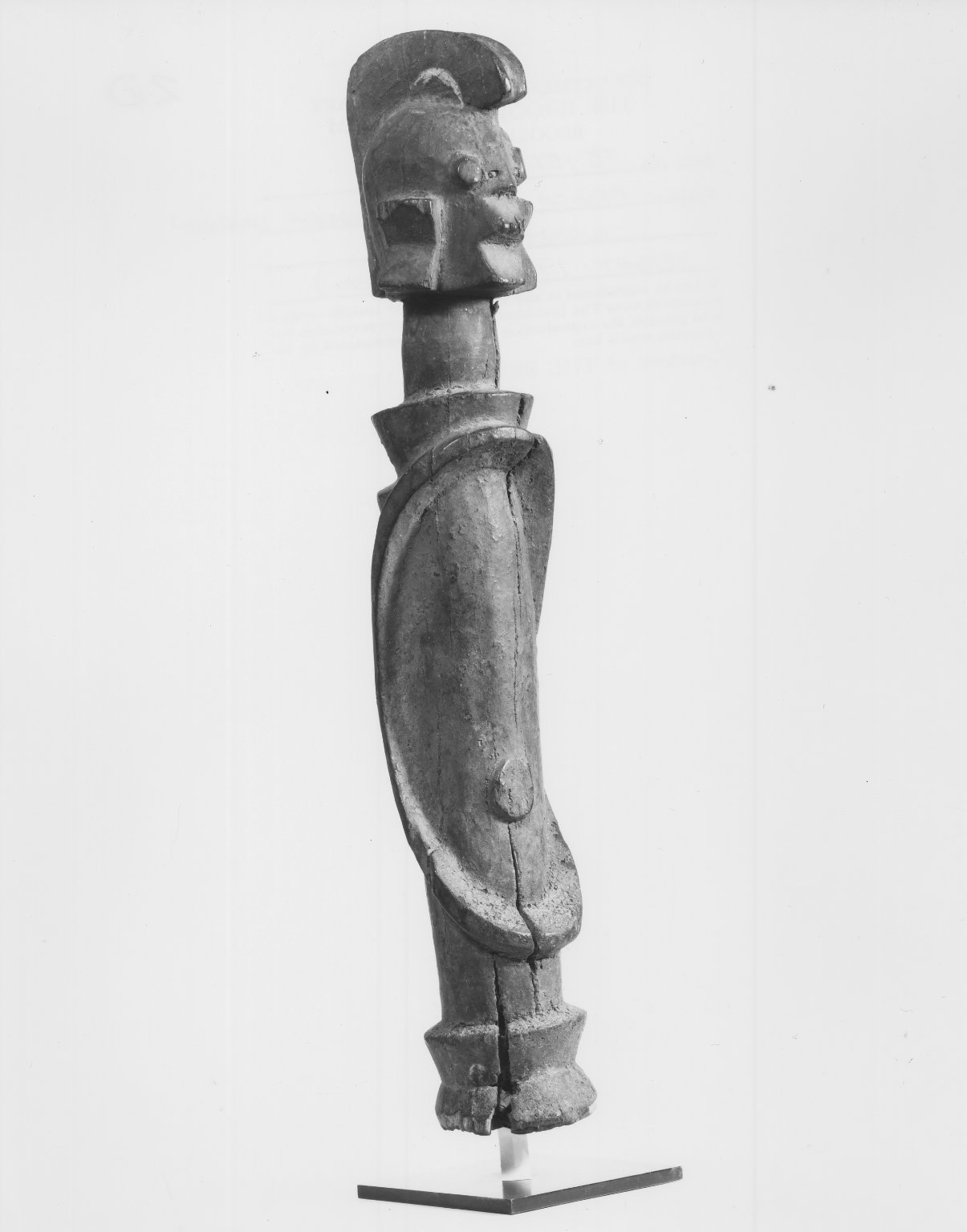
Statuette Wumdul.

Les Wurkun utilisent, souvent par paires, des statuettes nommées Wumdul ou Dumbun, pour assurer la prospérité de  leur famille.